# Maison du Faune
 (juin 2018).
Si vous disposez d'ouvrages ou d'articles de référence ou si vous connaissez des sites web de qualité traitant du thème abordé ici, merci de compléter l'article en donnant les références utiles à sa vérifiabilité et en les liant à la section « Notes et références ».
La Maison du Faune (Casa del Fauno en italien) construite au IIe siècle av. J.-C. était une des résidences privées de Pompéi. C'était l'une des maisons aristocratiques les plus luxueuses de la république romaine et elle abritait de nombreuses œuvres d'art.

## Histoire
La Maison du Faune a été construite au IIe siècle av. J.-C. durant la période Samnite puis reconstruite après le tremblement de terre de 62. Le bâtiment a été utilisé jusqu'en 79 après J.-C. puisque l'éruption du Vésuve en 79 l'a rendu inutilisable. Les cendres de l'éruption ont permis de préserver les œuvres d'art, comme la mosaïque de la Maison du Faune.
La Maison du Faune a été nommée ainsi en l'honneur de la statue du faune dansant.
Les archéologues ont découvert une inscription portant le cognomen Saturninus, ce qui suggère que la maison appartenait au gens Satria.  Un anneau portant le nom de famille Cassia a également été trouvé, ce qui indique que quelqu'un de cette famille s'est marié avec l'une des personnes des gens Satria et a vécu dans la Maison du Faune.
La Maison du Faune a été initialement fouillée entre 1830 et 1832 par Carlo Bonucci.

## Œuvres d'art
La Maison du Faune contenait la mosaïque d'Alexandre représentant la Bataille d'Issos en 333 av. J.-C. entre Alexandre le Grand et Darius III de Perse. Des mosaïques au sol avec des scènes nilotiques et des masques théâtraux sont aussi présentes, ainsi qu'un Satyre, une Nymphe érotique et la mosaïque de poissons.

## Architecture
La Maison du Faune couvre 3000 mètres carrés et occupe tout une insula. La maison peut se diviser en 5 parties principales: l'atrium toscan, l'atrium tétrastyle, l'aile de service, le premier et second péristyle. La maison avait des tabernae et un plan très sophistiqué qui détaille les nombreuses pièces comme beaucoup d'anciennes maisons romaines. L'entrée est décorée par le message "HAVE" une salutation à la fois pour la réunion et la séparation. Les propriétaires de la Maison du Faune, comme les riches aristocrates de la république romaine, ont fait installer un système de bain privé. La salle de bain se trouvait dans l'aile domestique, à droite de l'entrée. La cuisine était chauffée par un grand four. Les quartiers des domestiques étaient sombres et étroits et il y avait peu de meubles. La maison comporte de beaux jardins de péristyle dont le deuxième a été créé pour accueillir des récitations , des mimes et des pantomimes. La maison contenait un passage d'entrée, plusieurs chambres, salles à manger pour l'été et l'hiver, une salle de réception et un bureau.

## Autre
Aujourd'hui, les visiteurs peuvent visiter les vestiges de la Maison du Faune, le long de la Vida di Nola, dans la ville moderne de Pompéi. La plupart des œuvres ont été transférées au musée archéologique national de Naples mais certaines œuvres, comme la mosaïque d'Alexandre ou la statue de faune dansant, ont été recréées pour que les touristes aient une image plus claire de ce qu'était la maison auparavant.